# Крабоподібна туманність
Крабоподі́бна тума́нність (M1, NGC 1952
) — волокниста туманність у сузір'ї Тельця, що являє собою залишок наднової. Розташована на відстані близько 6500 світлових років від Землі, має діаметр 6 світлових років і розширюється зі швидкістю понад 1000 км/с. У центрі туманності міститься пульсар. Туманність стала першим об'єктом, який ототожнили зі спалахом наднової.

## Історія відкриття

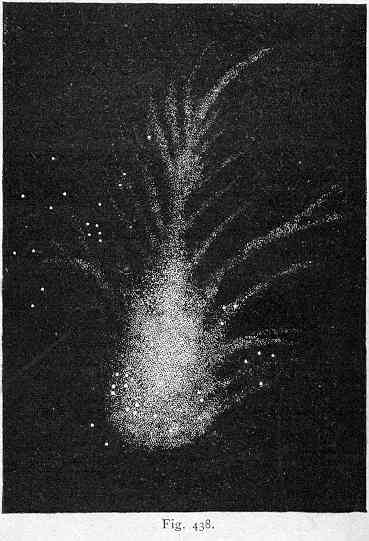
Малюнок Вільяма Парсонса

Туманність відкрив англійський лікар і астроном Джон Бевіс 1831 року.
1850 року Шарль Мессьє включив її до свого відомого каталогу під № 1.
Крабоподібна туманність є залишком наднової, спалах якої зафіксували арабські та китайські астрономи 1054 року. Зорю спостерігали неозброєним оком упродовж 23 днів, на піку яскравості її було видно навіть удень.
Усвідомлення того, що Крабоподібна туманність утворилася внаслідок вибуху наднової, бере свій початок у 1921 році, коли Карл Отто Лампланд (Carl Otto Lampland) помітив зміни у структурі туманності[d]. Згодом стало зрозуміло, що Крабоподібна туманність відповідає яскравій надновій, зафіксованій середньовічними астрономами в 1054 році нашої ери. Спалах наднової 1054 року було також зафіксовано на візантійських монетах, які були виготовлені за часів імператора Костянтина IX.
Свою назву Крабоподібна туманність отримала від малюнка астронома Вільяма Парсонса 1844 року, що спостерігав її за допомогою 36-дюймового телескопа. На цьому малюнку туманність нагадувала краба. Під час пізніших спостережень туманності 1848 року через новий 72-дюймовий телескоп Парсон намалював точніший малюнок, однак назва «Крабоподібна туманність» залишилася.

## Цікаві властивості

### Пульсар

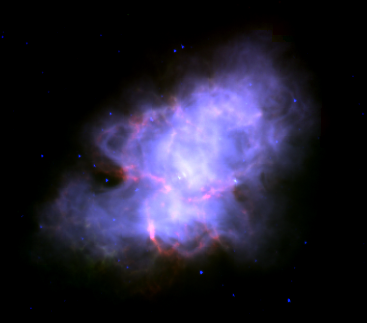
Крабоподібна туманність в інфрачервоному діапазоні (космічний телескоп Спітцер)

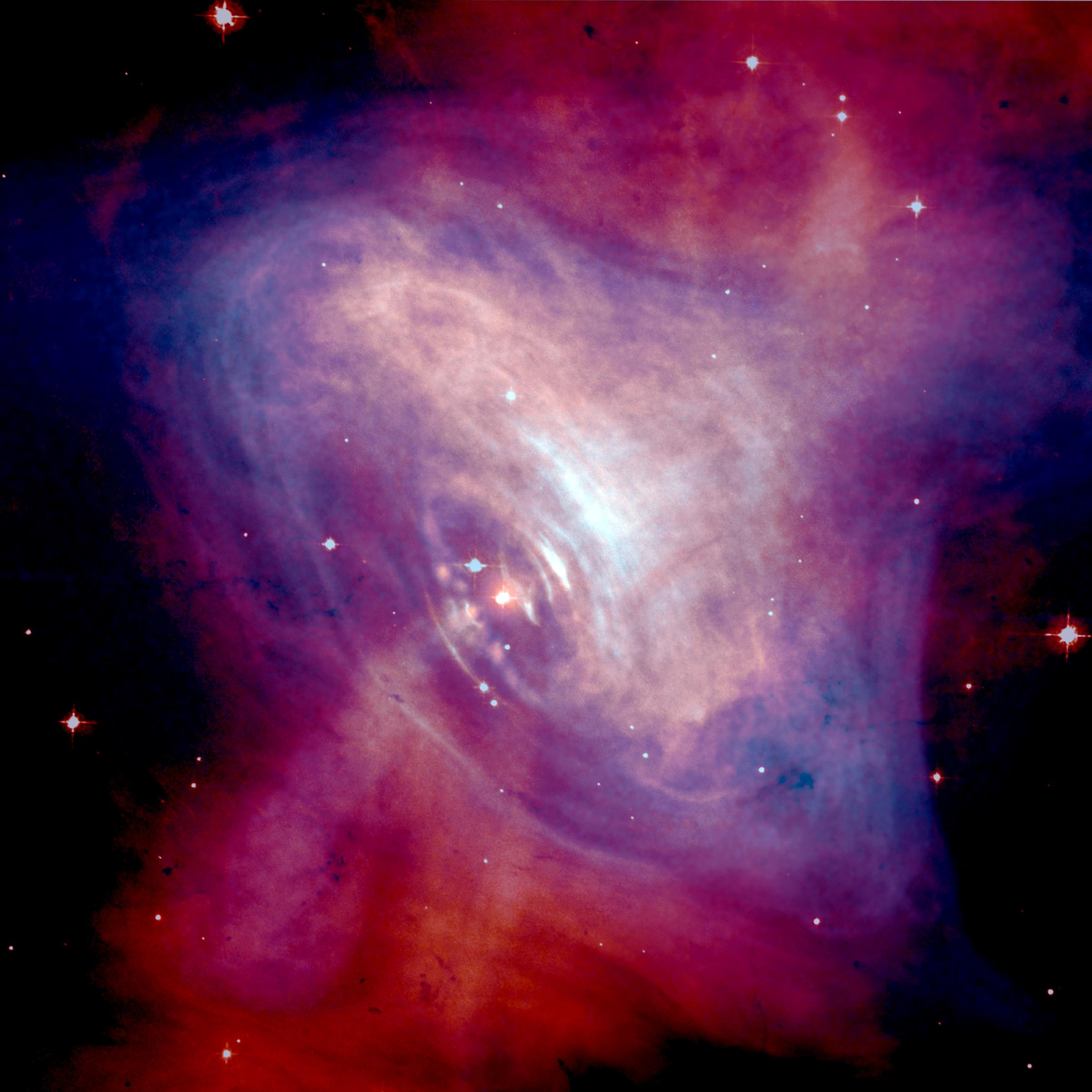
Зображення Крабоподібної туманності, отримане шляхом поєднання даних оптичного діапазону з телескопа Габбла (червоним) і рентгенівських зображень з телескопа Чандри (синім).

У центрі туманності розташований пульсар PSR B0531+21, який є нейтронною зорею, що залишилася після вибуху наднової. Його діаметр близько 10 км. Пульсар було відкрито 1968 року; це було перше спостереження, яке пов'язувало залишки наднових та пульсари, яке слугувало основою для припущення, що пульсари є нейтронними зорями. Пульсар Краба обертається навколо своєї осі зі швидкістю 30 обертів на секунду.
Випромінювання пульсара реєструється в усьому електромагнітному спектрі, починаючи від радіодіапазону і закінчуючи γ-випромінюванням.

### Калібрування
Крабоподібна туманність часто застосовується для калібрування в рентгенівській астрономії[джерело?]. Вона дуже яскрава в рентгенівському діапазоні, причому щільність потоку енергії постійна, що є винятком серед пульсарів. У рентгенівській астрономії «Crab» і «milliCrab» іноді використовують як одиницю вимірювання щільності потоку[джерело?]. Є лише кілька джерел у рентгенівському діапазоні, що перевершують Крабоподібну туманність за яскравістю.
Строго періодичний сигнал, що випромінюється пульсаром, використовується для перевірки проміжків часу в рентгенівських детекторах.

## Місцезнаходження

Розташування Крабоподібної туманності в сузір'ї Тельця

Крабоподібна туманність, у вигляді довгастої дифузної плями доступна для спостережень у найскромніші аматорські телескопи й навіть у біноклі. Однак розрізнити структуру (волокна, клапчастість) можна лише під час спостережень у телескопи з апертурою від 350 мм, однак і в цьому випадку її деталізація далека від того, що зазвичай зображено на фотографіях.
Так звані «діпскай»-фільтри (UHC, OIII, H-β) не допомагають контрастувати зображення. Фільтри для боротьби із засвіченням неба від міст (LPR і подібні до нього) можуть дещо поліпшити контраст Крабоподібної туманності в приміській зоні.

### Сусіди по небу з каталогу Мессьє
- М35 — (на схід, у сузір'ї Близнят), розсіяне скупчення.
- М45 — «Плеяди» (на захід, також у сузір'ї Тельця).
- М36, М37, М38 — (на північ, у сузір'ї Візничого) яскраві розсіяні скупчення.
- М78, М42, М43 — (на південь, у сузір'ї Оріона) яскраві дифузні туманності.

### Послідовність у «Марафоні Мессьє»
… М78 → М45 → М1 → М38 → М36 …

## Навігатори
| ◄ NGC 1948 \| NGC 1949 \| NGC 1950 \| NGC 1951 \| NGC 1952 \| NGC 1953 \| NGC 1954 \| NGC 1955 \| NGC 1956 ► |

Координати:  5г 34м 31.97с, +22° 00′ 52.1″